# Un compte à régler
Pour plus de détails, voir Fiche technique et Distribution.
Un compte à régler (The Challenge) est un thriller britannique écrit et réalisé par John Gilling, sorti en 1960. 

## Synopsis
Veuf depuis la mort de sa femme, Jim s'occupe seul de son fils. Un jour, il rencontre Billy, une superbe femme qui s'avère être chef d'un gang de voleurs. Celle-ci le persuade de transporter pour un de ses amis le montant d'un coup qu'il vient de faire. Mais, après l'avoir caché, Jim est rapidement arrêté par la prison et jeté en prison. À sa sortie, Billy lui demande de lui rendre l'argent qu'il a enterré auparavant. Alors qu'il refuse de lui rendre le butin, les hommes de main de Billy kidnappent son fils en échange d'une rançon. Pour Jim commence une course contre la montre afin de sauver son enfant...

## Fiche technique
- Titre original : The Challenge
- Titre français : Un compte à régler
- Réalisation et scénario : John Gilling
- Montage : Alan Osbiston et John Victor-Smith
- Musique : Bill McGuffie
- Photographie : Gordon Dines
- Production : John Temple-Smith
- Société de production : Alexandra
- Société de distribution : General Film Distributors
- Pays d'origine :  Royaume-Uni
- Langue originale : anglais
- Format : couleur
- Genre : Thriller
- Durée : 126 minutes
- Dates de sortie  :
  -  Royaume-Uni : 17 mai 1960
  -  France : 17 mai 1961
- Affiche : Jean Mascii (France)

## Distribution
- Jayne Mansfield : Billy
- Anthony Quayle : Jim
- Carl Möhner : Kristy
- Peter Reynolds : Buddy
- Barbara Mullen : Ma Piper
- Robert Brown : Bob Crowther
- Dermot Walsh : détective sergent Willis
- Patrick Holt : Max
- Edward Judd : détective sergent Gittens
- John Bennett : Spider
- Lorraine Clewes : Mrs. Rick
- Percy Herbert : le délégué syndical
- John Stratton : Rick
- Liane Marelli : la strip-teaseuse
- Bill McGuffie : le pianiste
- Peter Pike : Joey